# South Park (Pennsylvania)
South Park è una township degli Stati Uniti d'America, nella contea di Allegheny nello Stato della Pennsylvania. Secondo il censimento del 2000 la popolazione è di 14.340 abitanti.

## Società

### Evoluzione demografica
Secondo i dati del 2000, la popolazione era composta per il 92,15% da bianchi e per il 6,21% da afroamericani.
| township di South Park Popolazione |        |
| 2000                               | 14.340 |
| Stima al 01-07-07                  | 13.909 |